# Deutsche Ornithologen-Gesellschaft
Het Deutsche Ornithologische Gesellschaft (DO-G, tot 2024: ''Deutsche Ornithologen-Gesellschaft'') is een wetenschappelijk genootschap dat zich bezighoudt met de bevordering van de vogelkunde. Het genootschap werd in 1850 als een vereniging opgericht.

## Geschiedenis
De DO-G werd in oktober 1850 door J.F. Naumann, E. Baldamus en E. F. von Homeyer in Leipzig opgericht. Het genootschap kwam voort uit de in 1845 ingestelde ornithologische sectie van een groter genootschap, Gesellschaft Deutscher Naturforscher und Ärzte. De eerste tien jaren werden overschaduwd door afsplitsingen en conflicten over welk tijdschrift het officiële orgaan van de vereniging zou worden. Tussen 1870 en 1874 luwde de strijd en kon de vereniging onder de naam Allgemeine Deutsche Ornithologische Gesellschaft naar buiten treden; zij bleef tot 1944 actief. In 1949 probeerden oud-leden van deze vereniging de club opnieuw op te richten, maar dit stuitte door de heersende politieke omstandigheden (bezetting door de Sovjet-Unie van Oost-Berlijn) op grote bezwaren. Daarom werd in Freiburg im Breisgau besloten tot de oprichting van een nieuwe vereniging onder de oude naam Deutsche Ornithologen-Gesellschaft. In 1961 werd de vestigingsplaats verplaatst van Oost-Berlijn naar Radolfzell am Bodensee.

## Tijdschriften
Die DO-G geeft twee tijdschriften uit
1. Journal of Ornithology. Tussen 1853 en 2003 heette het Journal für Ornithologie. Het is het oudste nog bestaande vogelkundige vaktijdschrift van de wereld.
2. Vogelwarte, sinds 1948 de voortzetting van het in 1930 opgerichte blad Der Vogelzug, dat tot 1943 bestond. Dit blad wordt uitgegeven in samenwerking met het Vogeltrekstation Helgoland, het Max-Planck-Institut für Ornithologie in Radolfzell, het Vogeltrekstation Hiddensee en nog een instelling op Hiddensee van de Universität Greifswald.